# 朗代诺
朗代诺（法語：Landerneau，發音：[lɑ̃dɛʁno]，布列塔尼语发音：[lãnˈdɛrne]，一译朗代尔诺），法国西北部城市，布列塔尼大区菲尼斯泰尔省的一个市镇，隶属于布雷斯特区，其市镇面积为13.19平方公里，2022年1月1日时人口数量为16,327人，是该省人口第四多的市镇，在法国市镇中排名第600位。
朗代诺位于菲尼斯泰尔省北部，布列塔尼半岛西部的一处溺湾的顶端，埃洛恩河在此注入大西洋。朗代诺是一个区域性的中心城市和交通枢纽，三个方向的铁路在此交汇。

## 地名来源
“朗代诺”一名当中的“朗”来源于布列塔尼语单词“Lann”，意为“圣地”；而“代诺”则与布列塔尼天主教圣人阿农克有关。

## 历史
朗代诺的起源及早期历史尚未得到充分考证，但大部分史学家认为在高卢-罗马时期这一区域就已形成聚落。中世纪初期，天主教圣人阿农克在包括朗代诺在内的莱昂地区活动，其生平不详，亦有史学家认为阿农克和另一位圣人泰内南实际上为同一人。朗代诺确切的城市记载最初出现于1206年，彼时，埃洛恩河为莱昂和科努瓦耶的分界线，朗代诺也因此一分为二，河流两岸各有一处教堂，并分属于两个不同的主教区。14世纪后，朗代诺被罗昂家族继承，其家族威望使得朗代诺吸引了大量商人，当地的商业贸易得到快速发展，朗代诺在15世纪时成为了布列塔尼半岛西部重要的港口城市，其城市也开始向南北两侧扩张。17世纪时，亚麻种植成为了朗代诺附近区域主要的经济作物，亚麻也成为了朗代诺港口的代表性贸易商品。法国大革命后，朗代诺成为菲尼斯泰尔省的一个市镇，并在1790至1795年间为该省的一个地区行署。工业革命期间，巴黎－布雷斯特铁路和萨沃奈－朗代诺铁路在朗代诺交汇，当地出现了多个工业部门，包括蒸馏水、造船及亚麻加工等，其中朗代诺的亚麻加工业吸引了大批来自英格兰及苏格兰的劳动力，朗代诺一度被称为“苏格兰村”（village des Écossais），但19世纪末随着棉纺业的兴起，朗代诺的亚麻生产逐渐衰落。第二次世界大战期间，朗代诺被纳粹德军占领，盖世太保于1944年在朗代诺建立了强制劳动工厂，后于同年8月被联军拆毁。

## 地理

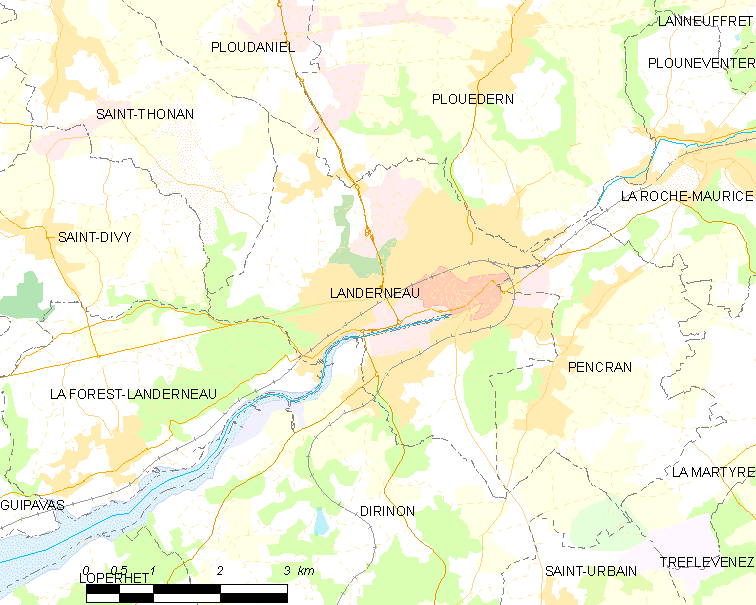
朗代诺市镇范围地图

朗代诺位于法国西北部，布列塔尼大区西北部和菲尼斯泰尔省北部，距离省会坎佩尔大约63公里。与朗代诺接壤的市镇包括：普卢达涅勒、迪里农、洛佩雷特、拉福雷朗代诺、庞克朗、普卢埃代恩、圣迪维、圣托南。

### 地形
朗代诺位于阿摩里卡丘陵西北部腹地，境内以丘陵为主，市镇中心位于一处河谷之中，地势相对平坦，周边部分街区则有明显的起伏，全境海拔在1到175米之间。

### 水文
埃洛恩河自东北向西南流经境内，该河朗代诺下游的河段为溺湾，通常被认为是布雷斯特湾的组成部分，但由于该溺湾较为狭窄且淤塞严重，故朗代诺一般不被认为是一座沿海城市。

### 植被
朗代诺属于温带落叶林区，林地广泛分布于河流两岸以及市区周边的丘陵地区。
在鲜花城市的评比中，朗代诺被评为2星级鲜花城市。

### 气候
朗代诺在柯本气候分类法中属于温带海洋性气候。
距离朗代诺最近的气象站位于庞克朗境内，以下为该气象站的数据（其中日照数据取自布雷斯特）：
| 庞克朗1981年－2019年 | 庞克朗1981年－2019年 | 庞克朗1981年－2019年 | 庞克朗1981年－2019年 | 庞克朗1981年－2019年 | 庞克朗1981年－2019年 | 庞克朗1981年－2019年 | 庞克朗1981年－2019年 | 庞克朗1981年－2019年 | 庞克朗1981年－2019年 | 庞克朗1981年－2019年 | 庞克朗1981年－2019年 | 庞克朗1981年－2019年 | 庞克朗1981年－2019年 |
| 月份                 | 1月                  | 2月                  | 3月                  | 4月                  | 5月                  | 6月                  | 7月                  | 8月                  | 9月                  | 10月                 | 11月                 | 12月                 | 全年                 |
| -------------------- | -------------------- | -------------------- | -------------------- | -------------------- | -------------------- | -------------------- | -------------------- | -------------------- | -------------------- | -------------------- | -------------------- | -------------------- | -------------------- |
| 历史最高温 °C（°F）  | 15.2 (59.4)          | 18.2 (64.8)          | 23.9 (75.0)          | 25.7 (78.3)          | 28.2 (82.8)          | 31.5 (88.7)          | 34.8 (94.6)          | 35.6 (96.1)          | 29.3 (84.7)          | 28.2 (82.8)          | 19 (66)              | 15.2 (59.4)          | 35.6 (96.1)          |
| 平均高温 °C（°F）    | 9.3 (48.7)           | 10 (50)              | 12.1 (53.8)          | 14 (57)              | 17 (63)              | 19.9 (67.8)          | 21.2 (70.2)          | 21.7 (71.1)          | 19.7 (67.5)          | 16.1 (61.0)          | 12.1 (53.8)          | 9.5 (49.1)           | 15.2 (59.4)          |
| 日均气温 °C（°F）    | 6.8 (44.2)           | 7.1 (44.8)           | 8.6 (47.5)           | 10 (50)              | 12.8 (55.0)          | 15.5 (59.9)          | 17 (63)              | 17.3 (63.1)          | 15.4 (59.7)          | 12.7 (54.9)          | 9.3 (48.7)           | 6.8 (44.2)           | 11.6 (52.9)          |
| 平均低温 °C（°F）    | 4.3 (39.7)           | 4.2 (39.6)           | 5 (41)               | 6 (43)               | 8.6 (47.5)           | 11.1 (52.0)          | 12.7 (54.9)          | 13 (55)              | 11.1 (52.0)          | 9.3 (48.7)           | 6.5 (43.7)           | 4.1 (39.4)           | 8 (46)               |
| 历史最低温 °C（°F）  | −8.1 (17.4)          | −4.5 (23.9)          | −4.1 (24.6)          | −1 (30)              | 1 (34)               | 5.2 (41.4)           | 6.5 (43.7)           | 7.3 (45.1)           | 4.9 (40.8)           | −2 (28)              | −3 (27)              | −5.8 (21.6)          | −8.1 (17.4)          |
| 平均降水量 mm（）    | 170.9 (6.73)         | 135.5 (5.33)         | 100.2 (3.94)         | 109.9 (4.33)         | 103.9 (4.09)         | 71.7 (2.82)          | 85 (3.3)             | 81.8 (3.22)          | 104.9 (4.13)         | 144.5 (5.69)         | 174.4 (6.87)         | 182.3 (7.18)         | 1,465 (57.7)         |
| 月均日照時數         | 61.4                 | 77.4                 | 118.7                | 156.3                | 179.8                | 190.6                | 169.4                | 172.9                | 160.2                | 107.7                | 70.7                 | 64.8                 | 1,529.9              |
| 来源：infoclimat.fr  |                      |                      |                      |                      |                      |                      |                      |                      |                      |                      |                      |                      |                      |

## 行政区划
朗代诺是法国布列塔尼大区菲尼斯泰尔省的一个市镇，编号为29103。朗代诺隶属于布雷斯特区和菲尼斯泰尔省第五选区，管理朗代诺县，同时也是朗代诺地区市镇公共社区的办公驻地。
法国国家统计与经济研究所（简称）在进行数据统计时，将朗代诺及相邻的另外两个市镇设为朗代诺城市核心区，并将包括核心区在内的周边共51个市镇划为布雷斯特城市区。自2020年起，布雷斯特城市区被包含68个市镇的布雷斯特城市辐射区代替。此外，还将朗代诺市镇分为了6个“块区”（IRIS），以便于统计人口分布情况。

## 交通

### 公路
菲尼斯泰尔省省道D29线、D712线、D764线、D770线等在朗代诺境内交汇，布列塔尼大区下属的城际客运提供巴士线路，可前往周边部分市镇。
2017年，79.5%的朗代诺家庭拥有至少一辆私人汽车。2019年，朗代诺境内共发生各类交通事故5起，造成1人遇难，5人受伤。

### 铁路
朗代诺位于巴黎－布雷斯特铁路和萨沃奈－朗代诺铁路的交汇处，是一个区域性的铁路枢纽。朗代诺站位于市区中北部，该站每天停靠2班往返于巴黎和布雷斯特之间的高速列车，以及前往雷恩、布雷斯特和坎佩尔三个方向的区域列车。

### 航空
距离朗代诺最近的民用航空站为布雷斯特机场，距离朗代诺市中心的公路里程约13.5公里。

### 城市公共交通
朗代诺城市公共交通（商业名称为）是当地的城市公共交通系统，由当地市政府提供。截至2021年5月，该系统共包括6条公交线路，路网覆盖了朗代诺市区内的主要街道和居民区。

## 政治

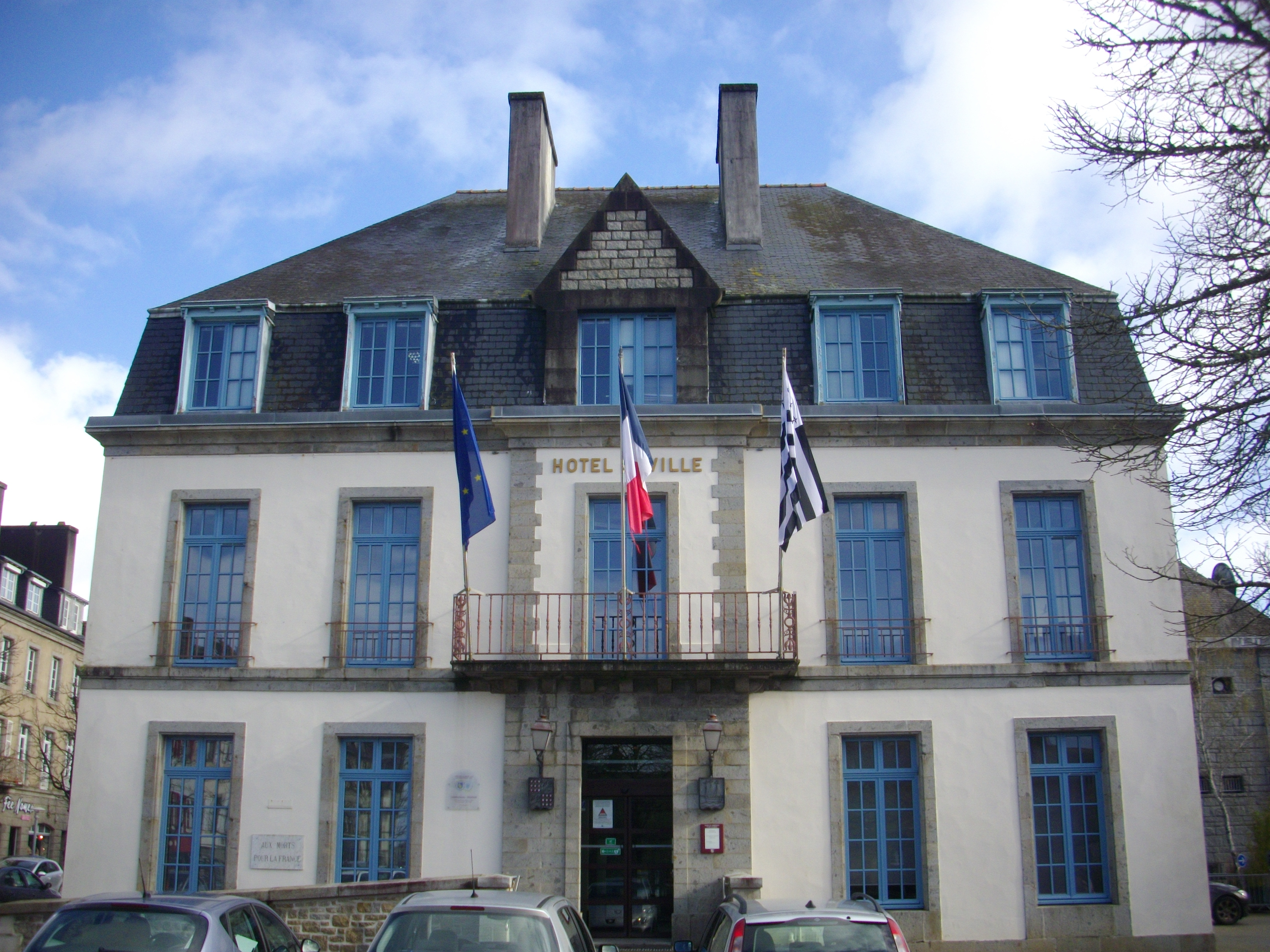
朗代诺市政厅

朗代诺的现任市长为帕特里克·勒克莱尔先生（Patrick Leclerc），他是一名右翼无党派人士，在2020年的市政选举中获得了72.26%的支持率。
在2017年的法国总统大选中，法国第25任总统埃马纽埃尔·马克龙在朗代诺获得了81.29%的支持率。
| 朗代诺历届市长 |                                       |                      |
| 任期           | 市长                                  | 党派                 |
| 1944年－1947年 | Jean-Louis Rolland 让-路易·罗朗       | SFIO工人国际法国支部 |
| 1947年－1953年 | Émile Chossec 埃米尔·肖塞克           | 不详                 |
| 1953年－1965年 | Jean-Louis Rolland 让-路易·罗朗       | SFIO工人国际法国支部 |
| 1965年－1977年 | Théophile Le Borgne 泰奥菲勒·勒博尔涅 | RAD激进党            |
| 1977年－1983年 | Ferdinand Grall 费尔迪南·格拉尔       | UDF法国民主联盟      |
| 1983年－1989年 | Paul Jarry 保罗·雅里                  | RPR保衛共和聯盟      |
| 1989年－2008年 | Jean-Pierre Thomin 让-皮埃尔·托曼     | PS社会党             |
| 2008年－       | Patrick Leclerc 帕特里克·勒克莱尔     | DVD右翼无党派人士    |

## 人口
2018年，朗代诺市镇人口数量为15,914，在法国排名第600位。其中男性7,429人，女性8,352人，75岁及以上人口占10.2%，外籍人口数量为3,833人，人口密度为1,207人/平方公里，当地居民被称为（男性）或（女性）。2019年，朗代诺境内出生133人，死亡人口195人。
| 年份   | 1936  | 1946   | 1954   | 1962   | 1968   | 1975   | 1982   | 1990   | 1999   | 2006   | 2011   | 2016   | 2018   |
| ------ | ----- | ------ | ------ | ------ | ------ | ------ | ------ | ------ | ------ | ------ | ------ | ------ | ------ |
| 人口數 | 8,855 | 10,975 | 10,950 | 11,834 | 12,781 | 14,541 | 14,482 | 14,269 | 14,281 | 14,927 | 15,148 | 15,836 | 15,914 |

## 经济
朗代诺是一个区域性的中心城市，当地共有各类用人单位1,916家，平均历史为16年，其中96.45%为中小型企业（PME）。（食品采购）、（大型零售）及（医疗）是当地2019年营业额最高的三个企业，分别为909,398,586欧元、25,561,322欧元和8,050,250欧元。

## 财政收入
2019年，朗代诺的财政收入总额为17,401,000欧元，财政支出总额为14,072,900欧元，当年的债务总额为11,994,300欧元。2020年，朗代诺共获得2,480,358欧元的国家财政补助，比上一年减少了0.01%。
2017年，朗代诺的人均月收入总额为2,082欧元，其中高级职员为3,714欧元，低于法国平均水平（4,214欧元）；中级职员为2,185欧元，低于法国平均水平（2,353欧元）；普通职员为1,625欧元，亦低于法国平均水平（1,690欧元）。
2017年，朗代诺境内的青壮年（15至64岁）失业率为13.3%，当地52.3%的家庭拥有纳税资格，平均纳税2,558欧元，低于法国平均水平（3,888欧元）。

## 社会事务

### 教育
朗代诺属于雷恩学区。截止2019年1月1日，朗代诺境内共有1所幼儿园、9所小学、2所初级中学和3所普通高中。2018至2019学年度，朗代诺境内共有在校中等教育阶段学生3,814名。

### 医疗
截止2019年1月1日，朗代诺境内共有全科医生20名、保健师23名、牙医14名、护士34名、耳科医生1名、眼科医生1名、皮肤科医生4名、助产士2名、儿科医生3名和妇科医生1名。境内共有药房6家、养老院1家、残疾人帮扶中心3家。
朗代诺中心医院（Centre Hospitalier de Landerneau）是法国的一个区域性医疗机构，其主病区“费尔迪南·格拉尔中心医院”（Centre hospitalier Ferdinand Grall）位于朗代诺市区，设有床位184个，并设有急救服务，是当地规模最大的公立综合性医院。除此之外，朗代诺境内还建有“奥恩角水疗康复中心”。

### 住房
2017年，朗代诺境内共有各类住房8,113套，其中57.6%为独立式居民区，42.2%为集中式居民区。常住房屋占朗代诺市镇范围内居民建筑总量的91.6%。
在住房保障政策方面，2017年，朗代诺境内共有1,412户家庭获得了住房经济补助，受益人数占总人口数量的8.9%，其中1,324份为房租补助。

### 商业
2019年，朗代诺境内共有各类实体商铺318家，其中餐厅37家、大型超市7家、杂货店2家、面包房13家、肉铺4家、书店4家、银行门店11家、美容美发店24家、汽车维修店19家。市区北部建有E.Leclerc购物超市，此外朗代诺市区距离布雷斯特北部商业中心的车程在15分钟以内。

### 体育
2019年，朗代诺境内共有1家游泳池、9间体育馆、3座综合体育场、3处网球场、5处足球或橄榄球场以及1处篮球或排球场。
截至2021年5月，朗代诺境内共有两家注册足球俱乐部：朗代诺足球俱乐部（Landerneau F.C.）和朗代诺体育俱乐部（Stade Landernéen），2021至2022赛季参加菲尼斯泰尔省足球联赛。

### 环境
朗代诺的环境事务由其所属的公共社区负责。2019年，朗代诺境内共有1家污染企业。

### 治安
2019年，朗代诺市镇范围内共有1处派出所和1处宪兵队。
2014年，朗代诺及附近地区共发生各类案件2,122起，其中盗窃类案件1,245起，经济类案件275起，毒品交易类案件201起。

## 文化
2019年，朗代诺境内有1家电影院。朗代诺市政府提供多媒体中心，向公众全年开放。

### 建筑
朗代诺境内有多处历史建筑，其中圣乌阿尔东教堂、圣托马教堂等为法国国家文物保护单位。

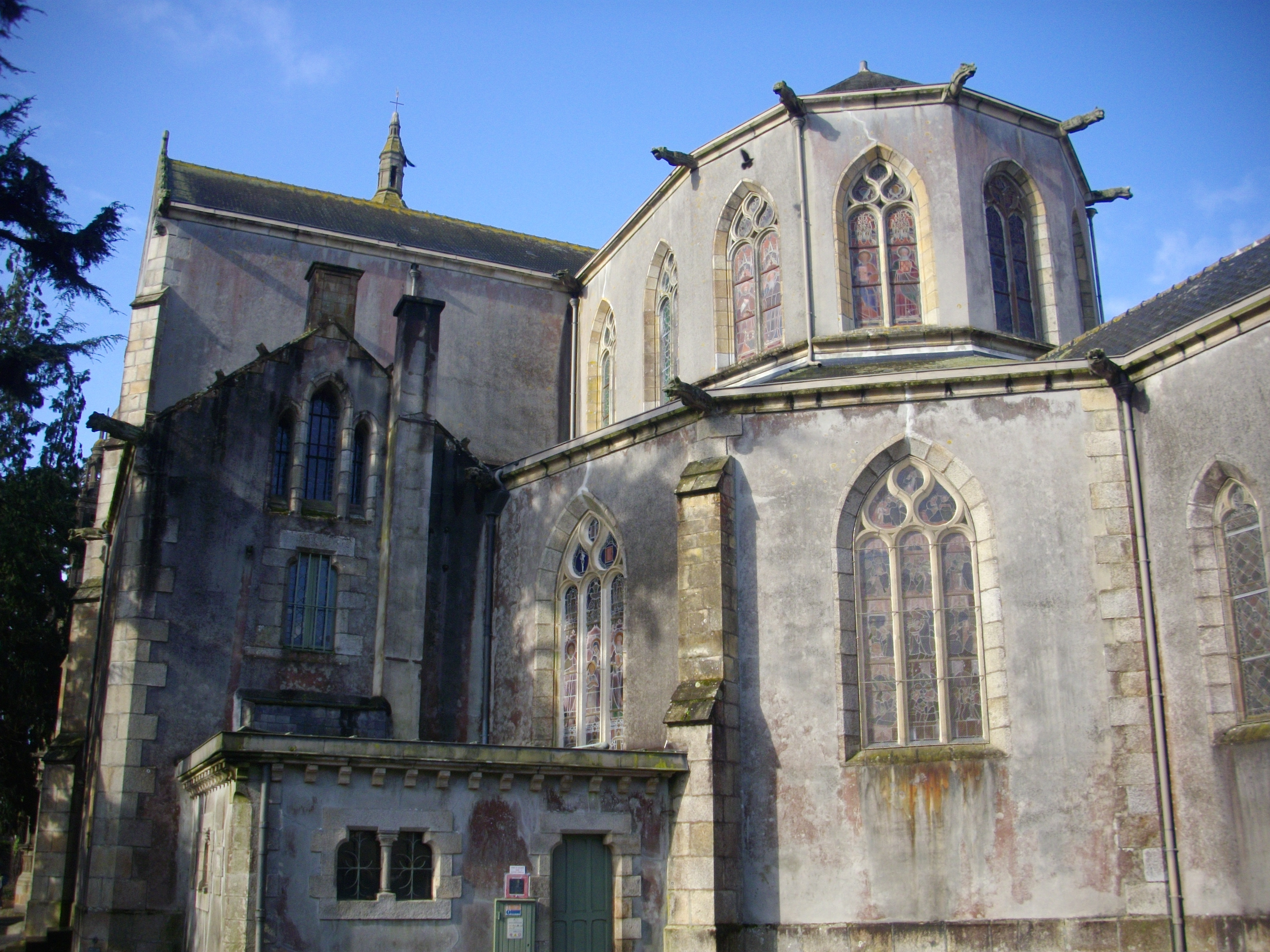
圣乌阿尔东教堂（法语：Église Saint-Houardon de Landerneau）
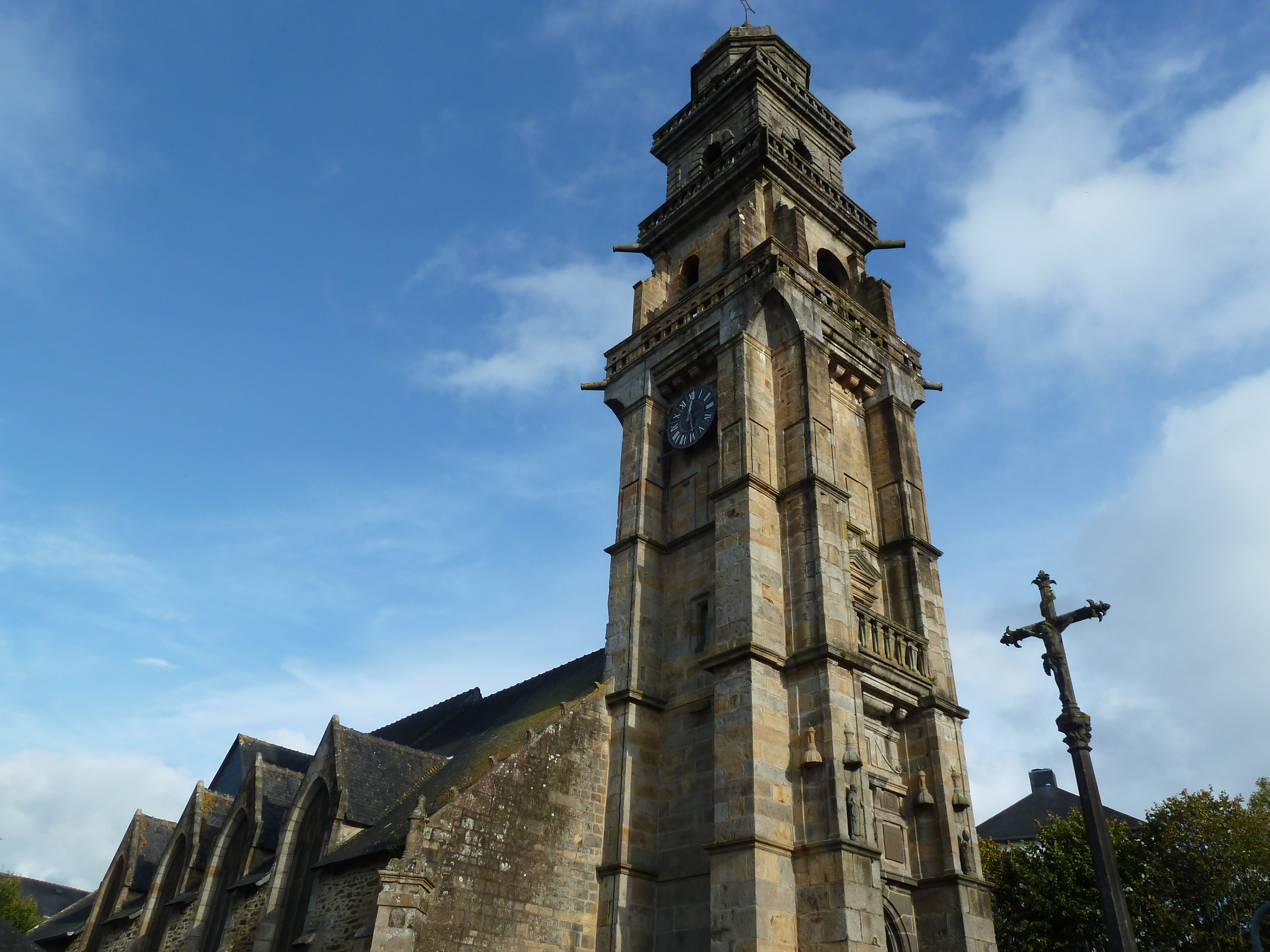
圣托马教堂（英语：St Thomas' Church, Landerneau）
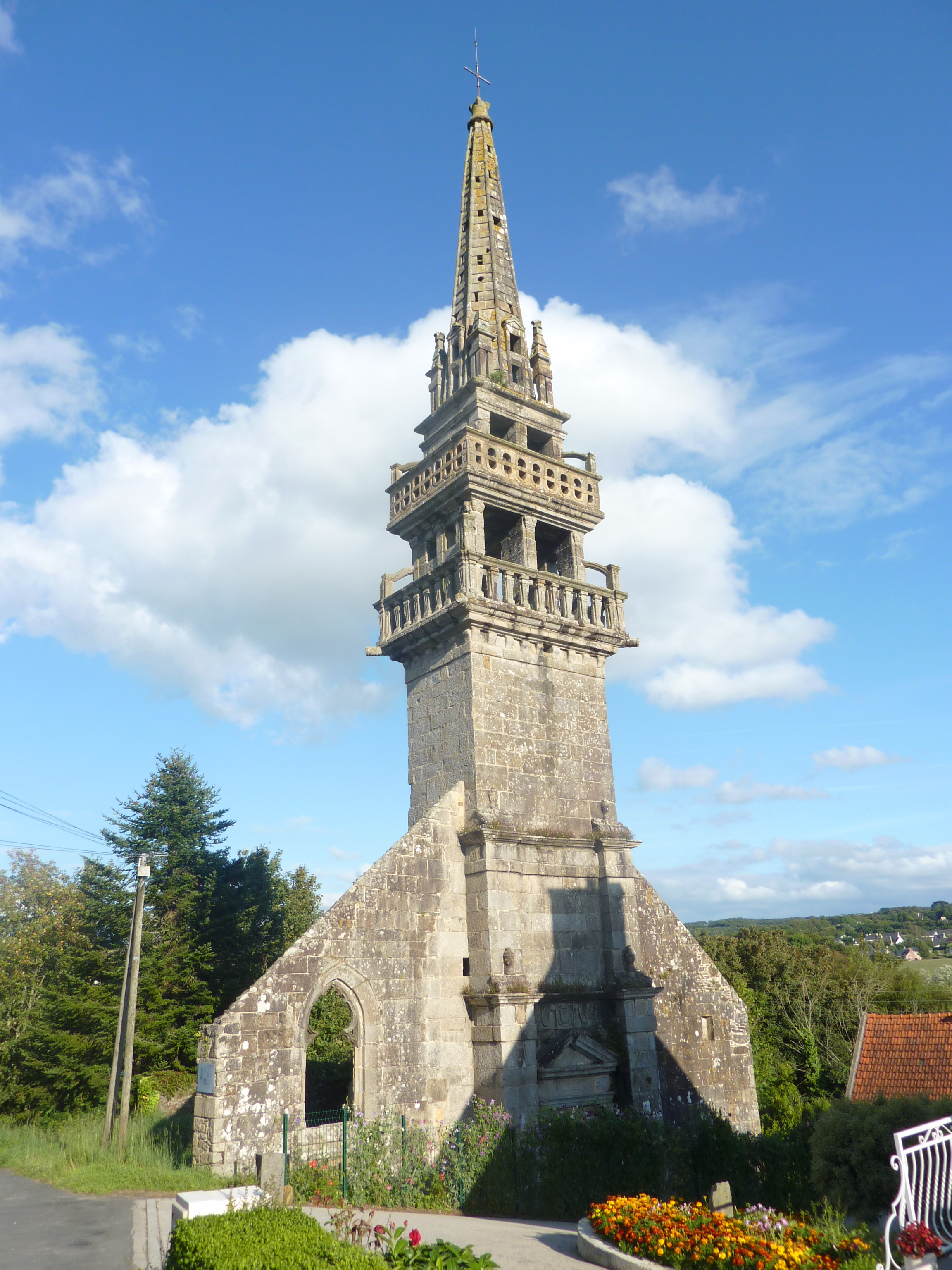
伯济-科诺冈教堂
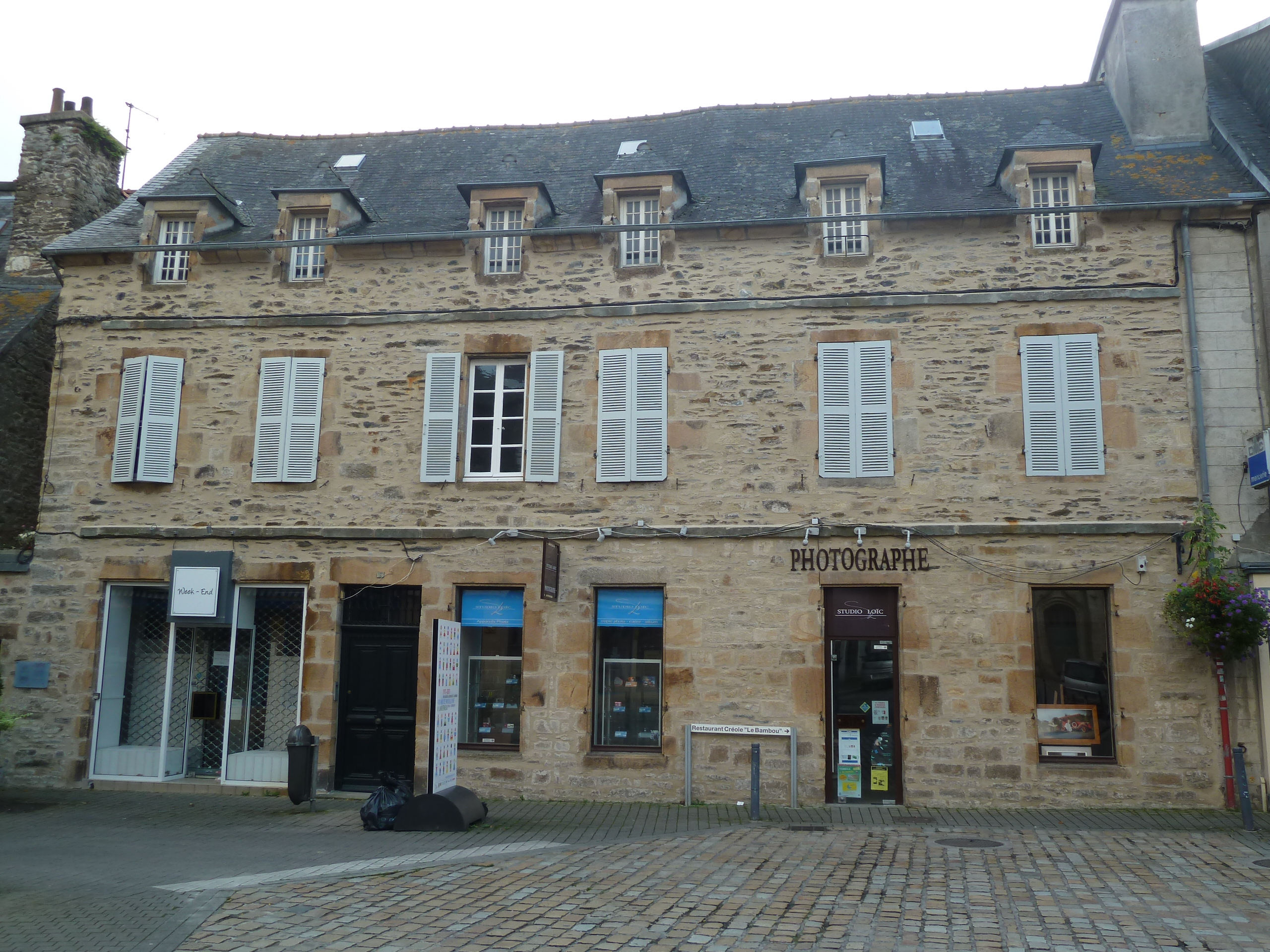
牧师馆旧址
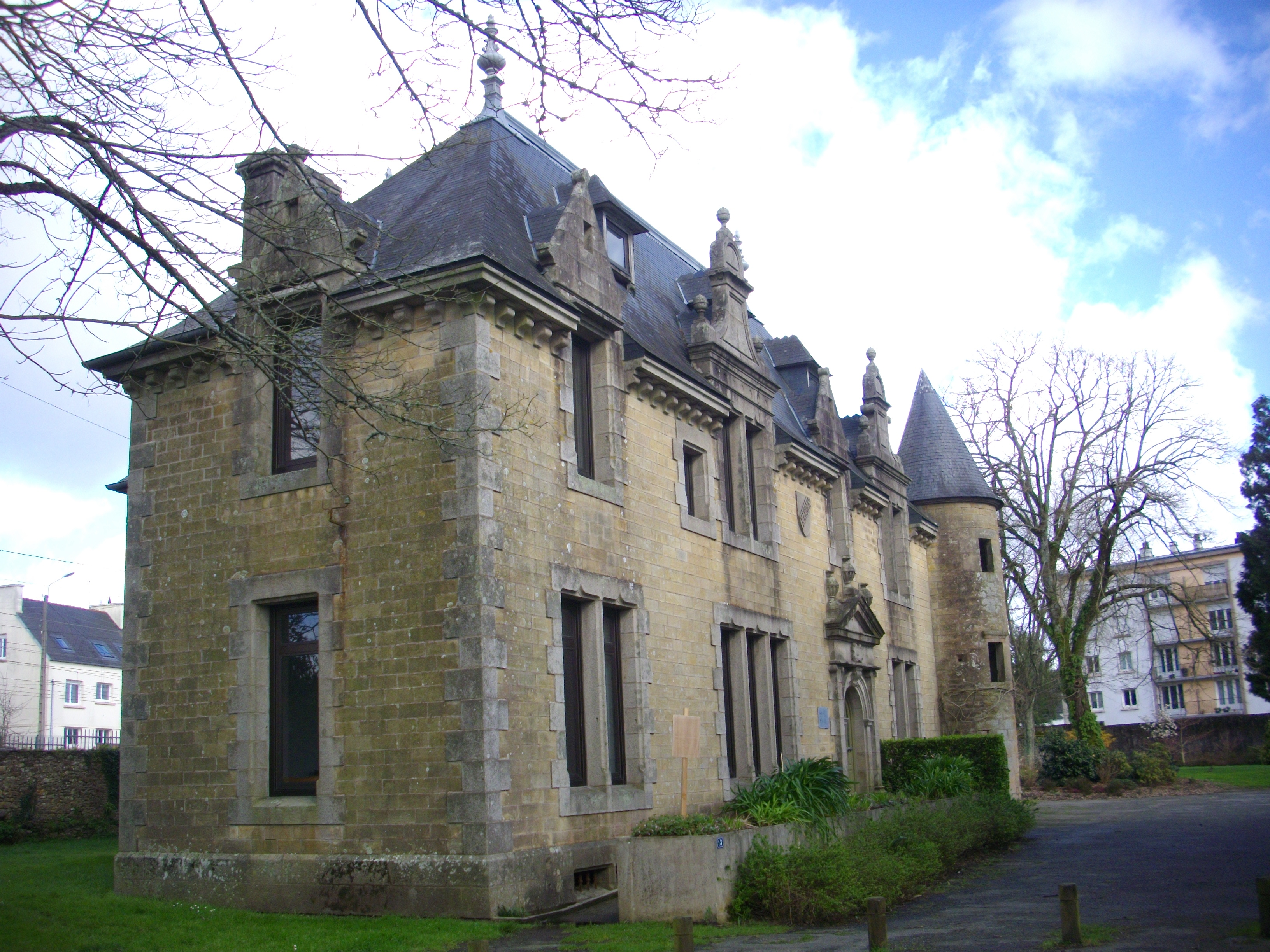
克朗当庄园
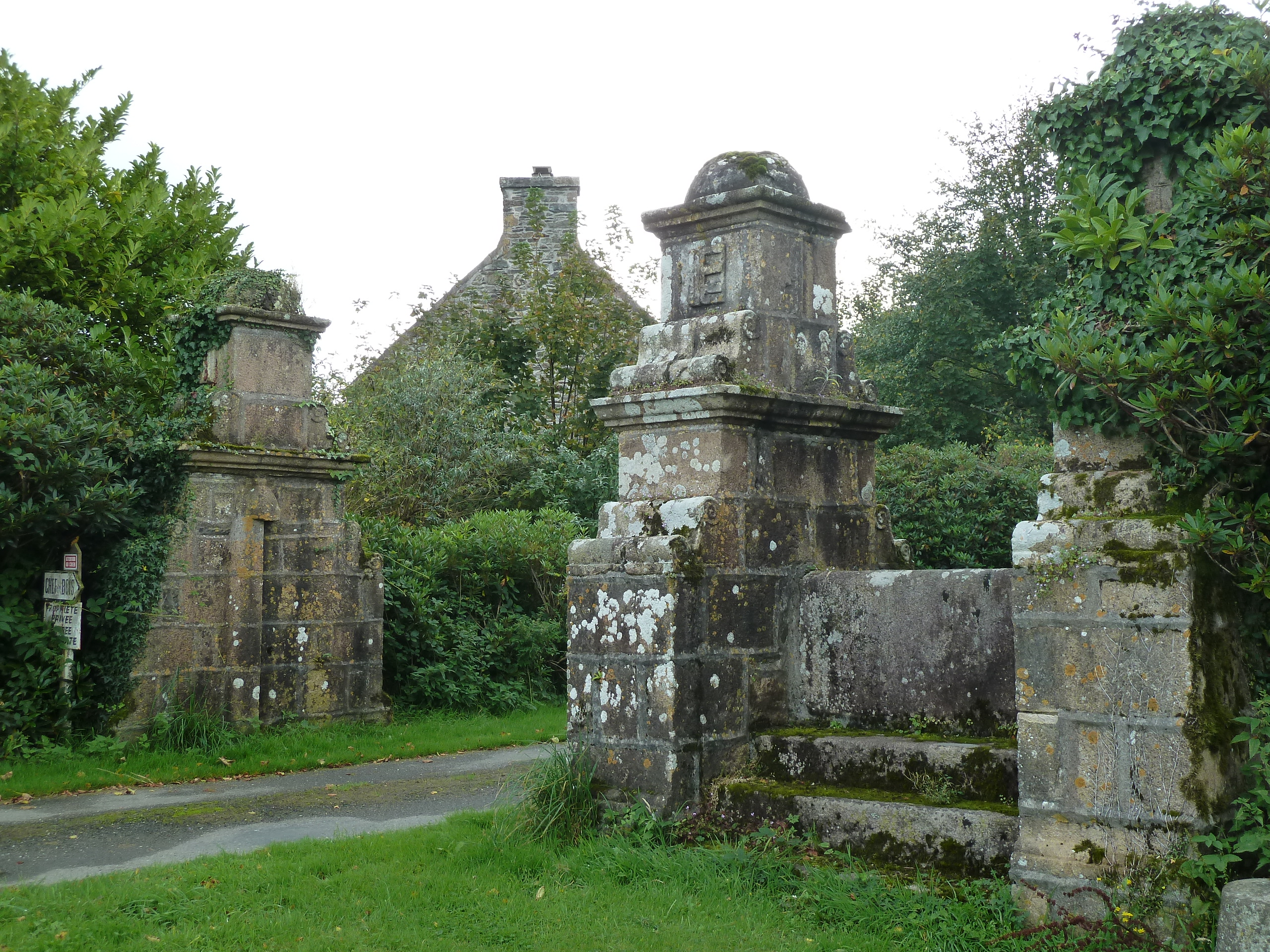
谢夫迪布瓦城堡旧址
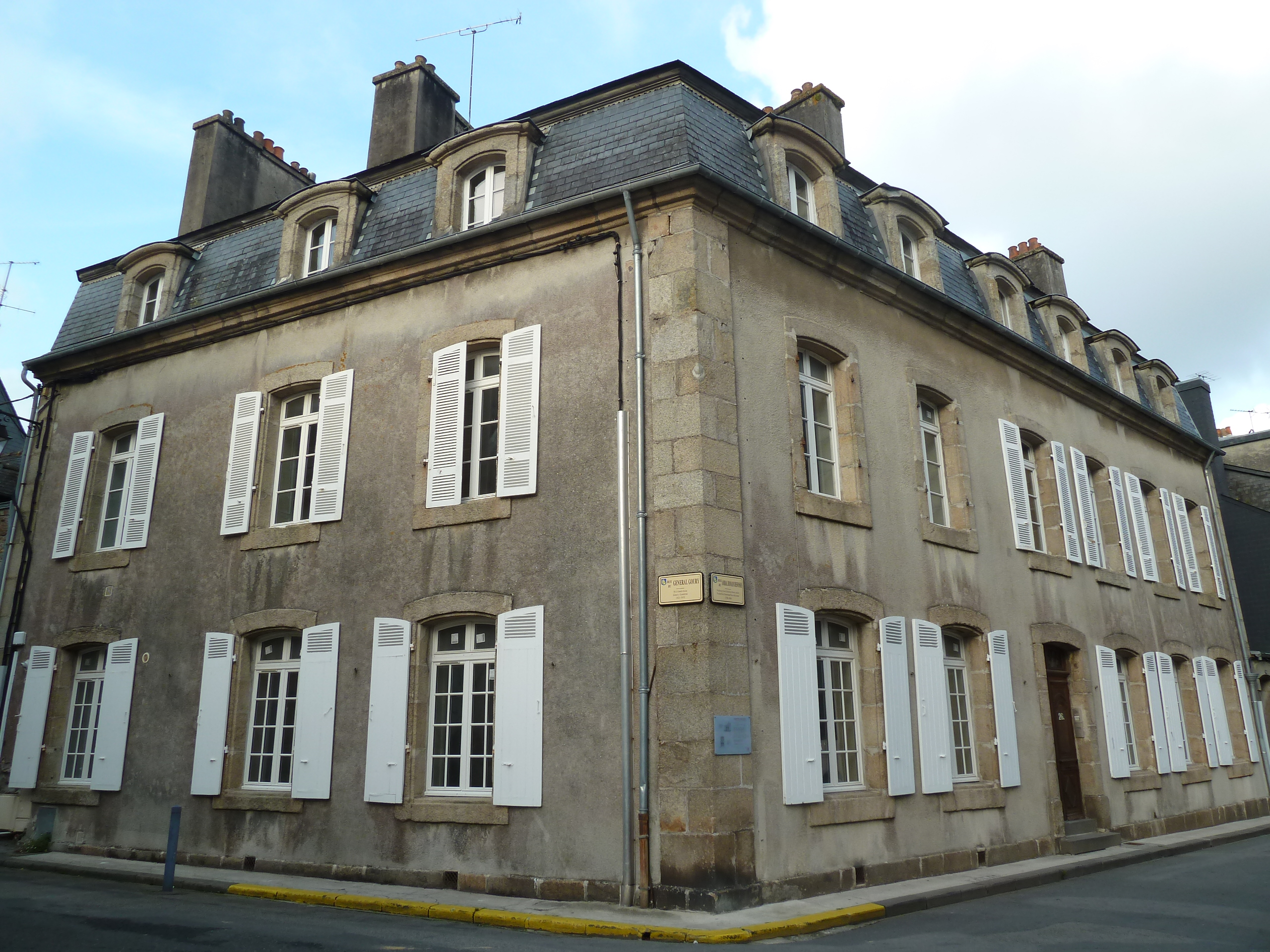
传统民居

### 旅游
朗代诺的旅游事务由其所属的公共社区负责。2020年，朗代诺境内共有2家酒店共计72间房间。

### 媒体
法国主要的媒体均可在朗代诺接收，法国电视三台下属的布列塔尼大区频道在部分时段播出朗代诺所属区域的地方新闻。

## 相关人物
法国海军司令保罗·德弗洛特、企业家爱德华·勒克莱尔、现代作家埃尔韦·贝莱克、足球运动员冈萨洛·伊瓜因和罗曼·托马出生于朗代诺。

## 友好城市
截至2021年5月，朗代诺共与两座城市互为友好城市关系：
- 德国 欣费尔德
- 卡纳芬